# Ceriana tolmera
Ceriana tolmera är en tvåvingeart som först beskrevs av Edgar F. Riek 1954.  Ceriana tolmera ingår i släktet griffelblomflugor, och familjen blomflugor. Inga underarter finns listade i Catalogue of Life.